# Hochzeitstisch
Als Hochzeitstisch bezeichnete zunächst den Tisch, an dem anlässlich der Hochzeitsfeier das Brautpaar und die Eltern des Paares platziert wurden. Etwa seit Beginn des 20. Jahrhunderts wird der Begriff, auch als Hochzeitsliste, für das Angebot von Kaufhäusern, Einzelhandelsgeschäften oder Internetseiten für Hochzeitspaare und deren Hochzeitsgäste verwendet. In diesem Sinne präsentiert der Hochzeitstisch die Geschenkwünsche des Brautpaares und koordiniert die Geschenke von Angehörigen, Freunden und Bekannten.

## Entstehungsgeschichte
Sprachgeschichtlich belegt beschrieb die Hochzeitstafel zunächst den Tisch, an dem anlässlich der Hochzeitsfeier das Brautpaar und die Eltern des Paares platziert wurden.
Schon immer wurden dem Hochzeitspaar Geschenke gemacht, die den gemeinsamen Hausstand des frisch verheirateten Paares ausstatten sollten. Hochzeitstische erleichtern den Hochzeitsgästen die Auswahl eines Hochzeitsgeschenks und sorgen dafür, dass das Hochzeitspaar weder ungewollte noch doppelte Geschenke zur Hochzeit erhält. Die Idee eines diese gekauften Geschenke aufnehmenden sogenannten Hochzeitstisches (engl. wedding registry) wurde durch das Chicagoer Kaufhaus Marshall Field’s 1924 ins Leben gerufen. Die ursprüngliche Funktion bestand darin, Muster für Porzellan, Silber- und Glaswaren, welche sich das Hochzeitspaar wünschte, Familie sowie Freunden zeigen zu können.
1993 legte die Kaufhauskette Target in den USA den Grundstein für einen virtuellen Hochzeitstisch, bei dem die Liste mit den Geschenken in allen Filialen der Kaufhauskette abrufbar war. Mittlerweile sind die meisten Hochzeitstische virtuell und in der Regel über das Internet abrufbar.

## Arten von Hochzeitstischen

### Der traditionelle Hochzeitstisch
Bei einem traditionellen Hochzeitstisch sucht sich das Hochzeitspaar in einem Kaufhaus oder im Einzelhandel verschiedene Waren, die als Hochzeitsgeschenke in Frage kommen, aus. Diese Waren werden dann entweder auf einen physischen Tisch im Geschäft ausgestellt, häufiger jedoch auf eine Liste gesetzt, die von den Hochzeitsgästen im Warenhaus eingesehen werden kann oder durch die Familie des Hochzeitspaares verbreitet wird. Von einem Hochzeitstisch erfahren die Hochzeitsgäste in der Regel durch die Einladung zur Hochzeitsfeier. Gäste haben nun die Möglichkeit, Waren von der Liste zu erwerben und dem Hochzeitspaar zur Hochzeit zu schenken. Ist ein Geschenk vom Hochzeitstisch gekauft worden, wird es entweder vom physischen Display genommen oder aber von der Liste gestrichen.

### Der virtuelle Hochzeitstisch
Der virtuelle Hochzeitstisch stellt die moderne Variante des traditionellen Hochzeitstisches in Kaufhäusern dar. Auf einer in der Regel nur über einen passwort-geschützten Zugang erreichbaren Webseite erstellen Paare eine persönliche Seite, die die Geschenkwünsche beinhaltet. Virtuelle Hochzeitstische werden sowohl vom Einzelhandel angeboten als auch von Anbietern universeller Hochzeitstische, die es ermöglichen, Artikel verschiedener Einzelhändler oder Online-Shops auf den virtuellen Hochzeitstisch zu stellen.
Einige klassische Online-Shops geben ihren Kunden die Möglichkeit, eine unspezifische Wunschliste anzulegen, auf der Hochzeitswünsche genauso wie Geburtstagswünsche gelistet werden können. Diese Anbieter führen meist vorrangig traditionelle Geschenke zur Hochzeit wie ein gutes Porzellanservice, ein ausgewähltes Tafelsilber oder eine hochwertige Küchenmaschine. Das Brautpaar ist hier in seinen Wünschen an das Angebot des Shops gebunden.
Die reinen Hochzeits-Wunschlisten sind ein Trend, der Brautpaaren meist größere Freiheiten bei der Gestaltung ihrer Wunschlisten und ein umfangreicheres Gästemanagement erlaubt. Einige virtuelle Hochzeitstische haben sich auf Geldgeschenke oder spezielle Wünsche wie Hochzeitsreisen spezialisiert. Diese Dienstleistung erleichtert Brautpaaren das manchmal etwas verpönte Wünschen von Bargeld, indem Hochzeitsgäste einfach per E-Mail-Einladung auf den Hochzeitstisch geleitet werden und hier einen bestimmten Betrag schenken können, der dem Brautpaar nach der Hochzeit ausgezahlt wird.
Bei anderen Online-Hochzeitstischen besteht neben der Auswahl aus einem Produktsortiment die Möglichkeit einen eigenen, freien Wunsch festzulegen, der auf der Wunschliste erscheint. Die immer größere Vielfalt an Geschenken für die verschiedensten Geschmäcker und Interessen sorgt dafür, dass sich auch Brautpaare mit modernen oder ausgefallenen Wünschen ihre Hochzeitsgeschenke per Wunschliste zusammenstellen können. Vom Erlebnisdiner oder der Abenteuerreise bis zum modernen Hightech-Entertainment-Center können sich Hochzeitspaare heute alle Wünsche erfüllen lassen.